# Asianisme
Sauf précision contraire, les dates de cet article sont sous-entendues « avant l'ère commune » (AEC), c'est-à-dire « avant Jésus-Christ ».
L'asianisme (signifiant littéralement « style d'Asie mineure ») est en rhétorique grecque un style de discours apparu au IIIe siècle av. J.-C. dans les cités grecques d'Ionie. On attribue les premiers principes de ce style au rhéteur Hégésias de Magnésie (Lydie, vers 320 à 280 av. J.-C.), lequel s'appuyait sur l'œuvre de l'orateur athénien Carisios (vers 300 av. J.-C.), lui-même épigone de Lysias (-445 à -380).

## Définition
À l'asianisme se rattache aussi la théorie anomaliste : le langage est une création spontanée de l'usage, raison pour laquelle les altérations et les néologismes (anomalies) sont recevables,.

## Histoire

### Les origines dialectales de l'asianisme
À l'époque hellénistique, le déplacement du centre de gravité économique et culturel du monde grec, depuis la Grèce (en particulier la Macédoine) vers le royaume séleucide d'Antioche, rompt le lien des rhéteurs avec la tradition attique du discours.
Dans un premier temps, les rhéteurs d'Asie Mineure font évoluer l'art rhétorique grec en mâtinant la pureté du dialecte attique de formes du grec ionien parlé en Asie Mineure : c'est la raison pour laquelle les atticistes qualifient ces orateurs d'Asiani ou Asiatici.

### L'apparition d'un style marqué
Peu à peu, le terme d'asianisme finit par désigner non plus une forme de langue, mais un style bien reconnaissable, fondé sur un discours plein d’artifices, d’expédients techniques et jouant sur les sonorités. L’asianisme, né en réaction à la rhétorique de l'Attique, s’impose ainsi comme une forme de discours brillante et efficace, mais il tombe graduellement dans l’enflure et le pathos, l’exagération, les effets faciles, les tournures maniérées et recherchées.

### À l'époque romaine
Le principal orateur du courant asianiste est Hortensius Hortalus (114 à 50 av. J.-C.), qui doit toutefois faire face aux critiques des représentants de l’atticisme (style jugé plus direct et plus objectif) : ceux-là font de sa manière l’exemple même du mauvais goût. Les rhéteurs asianistes Eschyle de Cnide et Eschine de Milet sont d'autres contemporains de Cicéron.
Ce dernier, qui dans son Brutus, une histoire des orateurs illustres, juge des mérites comparés de l'asianisme et de l'atticisme, distingue dans le premier deux courants principaux :
- le « style sentencieux » d'un asianisme retenu, s'exprimant par des phrases brèves, au rythme calculé, fondées sur l'opposition ou un paradoxe piquant (registre ordinaire de l'épigramme) ;
- le « style enflé » de l'asianisme pur, qui recourt à des mots rares, use d'emphase et de pathos, et se reconnaît à l'emploi de la période oratoire.

Sous le Haut Empire, l'asianisme évoluera vers le style coupé, dont le principal représentant est Sénèque.

### Sources
- Jean Bayet, Littérature latine, Armand Colin, coll. « U Littérature », « L'âge cicéronien »